# Cassi de Clarmont
|  | Per a altres significats, vegeu «Cassi». |

Cassi de Clarmont (Alvèrnia, s. III - Clarmont, ca. 264) va ésser un senador gal·loromà converit al cristianisme. És venerat com a sant per l'Església catòlica.
D'acord amb la tradició, va ésser un senador romà convertit al cristianisme pel sant bisbe Austremoni de Clarmont. Juntament amb Victorí (un sacerdot pagà també convertit per Austremoni), Màxim, Anatoli, Linguí i altres cristians, va ésser mort a Clarmont per Crocas, cabdill dels alamans que havien envaït la Gàl·lia. La mateixa llegenda deia que Crocas havia matat 6.266 cristians només a Clarmont.